# Jack-o'-lantern

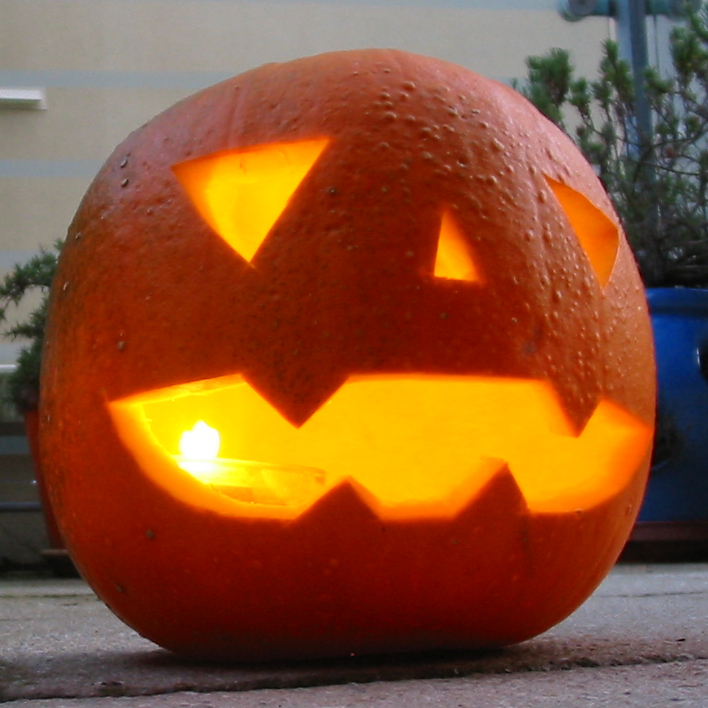
Uma abóbora preparada para o Halloween ou "dia das bruxas"

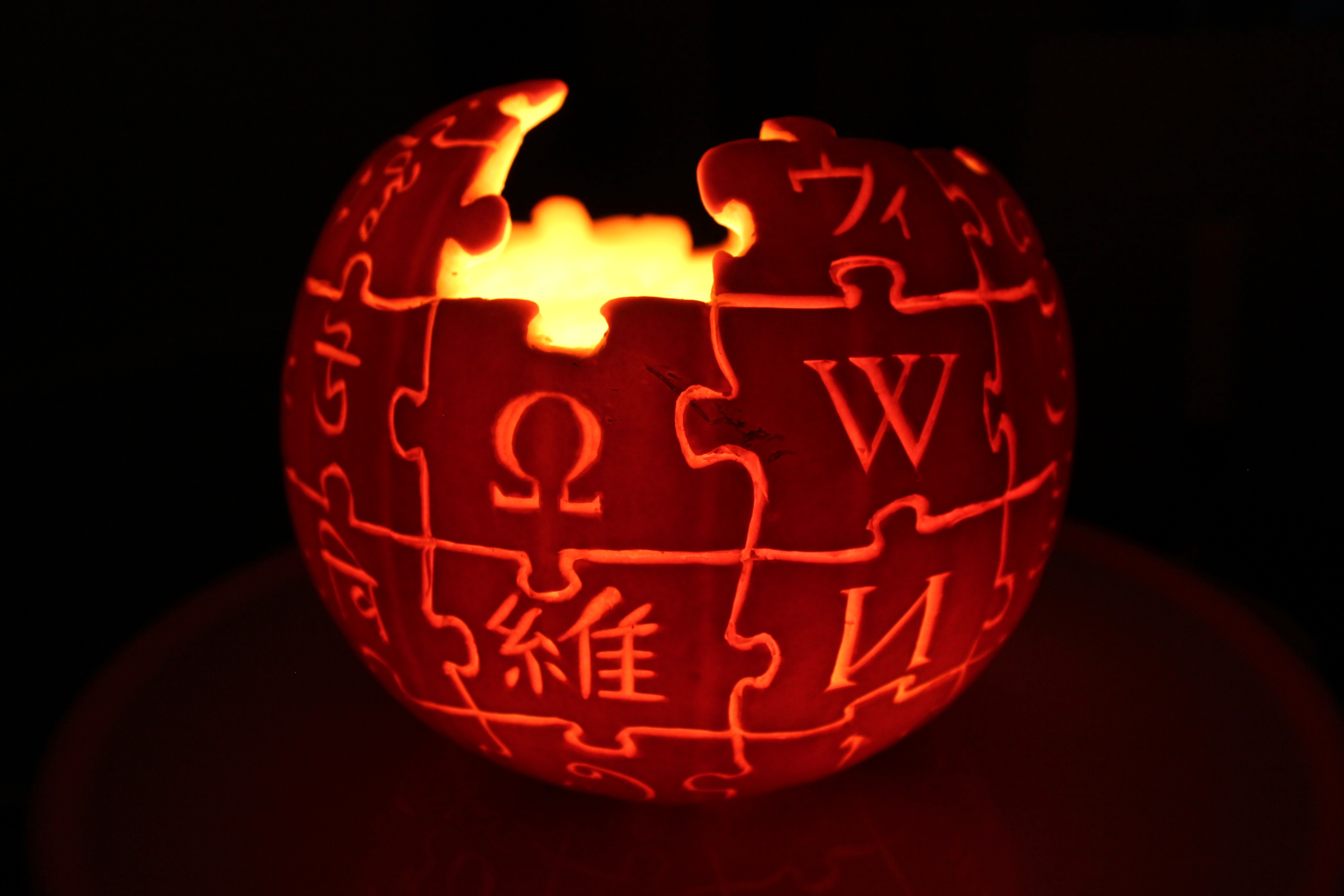
Jack-o'lantern com o formato do símbolo da Wikipédia

A jack-o'-lantern (do inglês Jack da Lanterna) é o apelido em língua inglesa dado a uma abóbora iluminada feita como enfeite para o Dia das Bruxas (ou Halloween, em inglês). Em Portugal, esse enfeite é chamado de coca.

## Etimologia
O termo jack-o'-lantern foi originalmente usado para descrever o fenômeno ignis fatuus (lit., "fogo fátuo"). Usado principalmente no Leste da Inglaterra, os primeiros registros do termo datam da década de 1660.

## Origem

### América do Norte
Adaptações de conto The Legend of Sleepy Hollow (1820), de Washington Irving, muitas vezes retratam o Cavaleiro Sem Cabeça com uma abóbora ou jack-o'-lantern no lugar de sua cabeça decepada.
A aplicação do termo para abóboras esculpidas no inglês estadunidense é atestada pela primeira vez em 1834. A associação da lanterna de abóbora esculpida com o Dia das Bruxas foi registrada na edição de 1 de novembro de 1866 edição do Daily News (Kingston, Ontário).
Nos Estados Unidos, a abóbora esculpida foi primeiramente associada com a estação da colheita, muito antes que se transformasse um emblema do Halloween. Em 1900, um artigo sobre o Dia de Ação de Graças recomendava lanternas de abóbora como parte das festividades.